# Picho Toledano
Alfonso „Picho” Toledano Jr (ur. 29 maja 1986 roku w Meksyku) – meksykański kierowca wyścigowy.

## Kariera
Toledano rozpoczął karierę w wyścigach samochodowych w 2005 roku od startów Francuskiej Formule Renault Campus, gdzie z dorobkiem 24 punktów został sklasyfikowany na dziesiątej pozycji w klasyfikacji generalnej. W późniejszych latach Meksykanin pojawiał się także w stawce International Formula Challenge, Panam GP Series, Panam GP Series Formula Renault 2.0 (trzecie miejsce w 2007 roku), Światowego Finału Formuły BMW, Pacyficznej Formuły BMW, Amerykańskiej Formuły BMW oraz Formuły Acceleration 1.